# Mindcage
Mindcage ist ein US-amerikanischer Thriller aus dem Jahr 2022.

## Handlung
Der Serienmörder Arnaud Lefevre, genannt „der Künstler“, sitzt im Gefängnis und soll in zwei Wochen hingerichtet werden. Doch plötzlich beginnt eine neue Serie von Morden, die Lefevres Taten genau gleichen: Junge Frauen, meistens Prostituierte, werden getötet, ihre Leichen werden konserviert und als aufwändig geschmückte Engel-Skulpturen öffentlich aufgestellt. Jake Doyle, der als Polizeiermittler Lefevre ins Gefängnis brachte, soll mit seiner jungen Kollegin Mary Kelly die neuen Morde aufklären. Dabei soll Lefevre ihnen helfen, doch dieser verlangt, dass dafür seine Todesstrafe in eine lebenslange Haftstrafe umgewandelt wird. Er scheint Mary zu vertrauen und lässt sich von ihr befragen. Konkrete Hinweise auf den Täter kann er zunächst nicht liefern, weiß aber irritierend viel über Mary, etwa über das schlechte Verhältnis zu ihrem Vater, der gerade im Sterben liegt.
Es gibt Hinweise darauf, dass er trotz seiner Haft etwas mit dem Mörder zu tun haben könnte. Als der Mörder dann die Vizegouverneurin entführt und in seinem Keller gefangen hält, verlangt Kelly, dass Lefevre ihr die Adresse des Kellers sagt. Zunächst offenbart er aber seine Verbindung zu dem Täter: Als Kind las er oft religiöse Bücher und entdeckte sein künstlerisches Talent. Er zeichnete viel und bemerkte eines Tages, dass er Menschen, die er porträtiert hat, mit seinen Gedanken steuern kann – so auch den Täter. In einer Porträtbüste, die er von Mary angefertigt hat, versteckt er die Adresse des Kellers, wo Mary die Vizegouverneurin findet. Plötzlich taucht Jake wieder auf, und Lefevres Stimme redet durch ihn. Es wird klar, dass Lefevre sich für seine Verhaftung rächt, indem er Jake zum willenlosen und unwissentlichen Werkzeug seiner weiteren Morde gemacht hat. Jake bedroht Mary und es bleibt ihr nichts anderes übrig, als ihren Kollegen zu erschießen. Bald darauf hat Lefevre ein neues „Werkzeug“, nämlich seinen früheren Psychiater Dr. Loesch. Durch dessen Körper spricht Lefevre Mary an, und sie teilt ihm mit, dass er nicht mehr lange zu leben habe: Sie hat die Bleistifte, auf deren Enden er beim Zeichnen immer herumkaut, mit dem Rizin vergiftet, mit dem er zuvor seine Opfer tötete.

## Produktion
Der Film wurde im August 2021 in Arkansas gedreht und am 16. Dezember 2022 als Video-on-Demand veröffentlicht sowie in ausgewählten Kinos gezeigt. Die deutsche Synchronfassung erschien am 23. März 2023. Für Martin Lawrence war es die erste Hauptrolle außerhalb von Komödien.

## Rezeption
„[…] Trotz John Malkovichs gruseliger Psychopathen-Figur wandelt der Thriller zu uninspiriert in den Fußstapfen von Vorbildern wie ‚Das Schweigen der Lämmer‘, um tieferen Eindruck zu hinterlassen. Insbesondere mangelt es Inszenierung und Drehbuch am Gespür für Spannungsdramaturgie.“

Der Film wird insgesamt eher negativ rezensiert. Dabei wird besonders auf mangelnde Spannung, ein unglaubwürdiges Ende und die zu starken Anleihen bei erfolgreichen Vorbildern hingewiesen.

## Synchronisation
Die deutsche Fassung wurde produziert von der DMT Digital Media Technologie GmbH nach einem Dialogbuch von Christos Topulos. Dialogregie führte Matthias Klimsa.
| Rolle                 | Darsteller       | Synchronsprecher  |
| --------------------- | ---------------- | ----------------- |
| Detective Jake Doyle  | Martin Lawrence  | Torsten Michaelis |
| Detective Mary Kelly  | Melissa Roxburgh | Maja Maneiro      |
| Arnaud Lefevre        | John Malkovich   | Joachim Tennstedt |
| Arnaufs Mutter        | Laura Shatkus    | Jannika Jira      |
| Lieutenant Owings     | Robert Knepper   | Bernd Vollbrecht  |
| Dr. Loesch            | Neb Chupin       | Burkhard Schmeer  |
| Vizegouverneurin Diaz | Nellie Sciutto   | Cornelia Prescher |
| Dale Kelly            | Aiden Turner     | Matthias Klimsa   |